# Оёкота, Цутому
Цутому Оёкота (яп. 大横田 勉 О:ёкота Цутому, 20 апреля 1913, Хиросима — 9 октября 1994) — японский пловец, призёр Олимпийских игр.
Цутому Оёкота родился в 1913 году в префектуре Хиросима. Ещё будучи студентом университета Мэйдзи он установил рекорды Японии в плавании на 200 м и 400 м вольным стилем.
В 1932 году на Олимпийских играх в Лос-Анджелесе Цутому Оёкота завоевал бронзовую медаль на дистанции 400 м вольным стилем.